# Бреньяно
Бреньяно (італ. Bregnano) — муніципалітет в Італії, у регіоні Ломбардія, провінція Комо.
Бреньяно розташоване на відстані близько 510 км на північний захід від Рима, 28 км на північ від Мілана, 14 км на південь від Комо.
Населення — 6480 осіб (2014).
Щорічний фестиваль відбувається 29 вересня,. Покровитель — святий Михайло, San Giorgio.

## Демографія
Населення за роками:

Станом на 1 січня 2023 року в муніципалітеті офіційно проживало 387 іноземців з 47 країн, серед них 107 громадян країн Євросоюзу та 24 громадяни України.

## Сусідні муніципалітети
- Кадораго
- Черменате
- Лаццате
- Ломаццо
- Ровелласка